# Flanger
Le flanger est un effet audio obtenu en additionnant au signal d'origine ce même signal mais légèrement retardé. Ce retard fixe est modulé par un LFO variant périodiquement à une fréquence de quelques hertz (communément entre 0,1 et 20 Hz). D'un point de vue spectral, le traitement est similaire à un effet de filtrage en peigne balayant.
À l'origine, cet effet était mécanique. Il fallait trois bandes magnétiques : deux jouant en simultané et une enregistrant le son des deux autres. En ralentissant une des deux premières bandes, on obtient l'effet. Il est également produit de manière analogique et numérique dans des pédales d'effet ou par un plugin audio.

## Flanger artificiel
Il existe plusieurs méthodes pour arriver à recréer un flanger artificiel :
- la méthode additive, où le son retardé est ajouté tel quel. L'effet dépend du retard appliqué
- la méthode soustractive, où le son ajouté est l'inverse de la courbe du premier
- le flanger Through-Zero, où l'on applique aussi un retard au signal original pour que le signal modulé passe avant. Plus rare, cette méthode permet un effet qui pourra être extrême avec des annulations de fréquences[1].

## Comparaison avec le déphasage
Le flanging est un type particulier de déphasage.
Lors du déphasage, le signal passe à travers au moins un filtre passe-tout dont la réponse de phase est non-linéaire, pour être ensuite additionné au signal original. Il en résulte une interférence constructive et destructive variant selon la fréquence, montrant une série de pics et de creux dans la réponse de fréquence du système. La position de ces pics et de ces creux ne constitue généralement pas une série harmonique. Le flanging, pour sa part, additionne un signal à une copie de lui-même décalée dans le temps. Le signal de sortie résultant montre des pics et des creux qui eux constituent une série harmonique. En termes de filtrage en peigne, l'espacement des dents du peigne est régulier pour le flanging et irrégulier pour le déphasage.

## Utilisation musicale
Pour Claude Fatus, « le flanger est intéressant sur des masses sonores synthétiques pour créer un espace aux contours fluctuants ».